# Pierre et le Sou
Pour plus de détails, voir Fiche technique et Distribution.
Pierre et le Sou (anglais : Peter and the Penny) est un  court-métrage de fiction québécois en couleur produit et réalisé par Denys Desjardins et Stéphane Thibault en 2005.

## Synopsis
Lors du 50e anniversaire de Pierre, les membres de sa famille se réunissent pour lui témoigner leur amour… et fouiller dans son énorme tirelire. Un sou américain d’une grande valeur s’y cacherait. Mais Pierre, déficient intellectuel, n’a aucune ambition de devenir riche. Inspiré d’un fait vécu, ce film raconte l’histoire saugrenue d’un mystérieux sou noir qui ensorcelle une famille entière.

## Fiche technique
- Réalisation : Denys Desjardins et Stéphane Thibault
- Scénario : Denys Desjardins et Stéphane Thibault
- Caméra : Denys Desjardins et Julie Perron
- Montage : Stéphane Lafleur
- Production : Denys Desjardins et Stéphane Thibault / Les Films du Centaure
- Distribution : Vidéographe
- Pays d'origine : Canada  Québec
- Langue : français

## Distribution
- Pierre Cantin : Pierre
- Diane Cantin: la sœur de Pierre
- André Cantin : le frère de Pierre

## Récompenses
- 2006 : Prix du meilleur court métrage de fiction, Festival Images en vues des Iles-de-la-Madeleine